# Polygala greveana
Polygala greveana är en jungfrulinsväxtart som beskrevs av Henri Ernest Baillon. Polygala greveana ingår i släktet jungfrulinssläktet, och familjen jungfrulinsväxter. Inga underarter finns listade i Catalogue of Life.